# 近藤美矩
近藤 美矩（こんどう よしのり、1943年8月9日 - ）は、日本のアナウンサー。
東京都千代田区出身。TBSラジオニュースデスク。東京都立両国高等学校、千葉大学文理学部卒業。
1972年5月、TBSにアナウンサーとして中途採用入社。主にニュース、報道番組を担当。2003年8月、TBSを定年退職。現在は主にTBSラジオのニュースデスクを担当。

## 来歴・人物
1972年5月、TBSにアナウンサーとして中途採用入社（同期には辻村国弘）、2003年8月、TBSを定年退職。

## 出演番組

### 現在の担当番組

#### テレビ
- 報道特集 - ナレーション（不定期）

#### ラジオ
- TBSニュース -  土曜日担当ニュースデスク（2017年7月 - 『ウイークエンドネットワーク』『週末ノオト』内ニュースなど）2018年3月までは金曜日も兼務していた。

### 過去の担当番組

#### テレビ
- JNNニュース
- JNNおはようニュース&スポーツ（1984年）[1][2]
- JNNニュースコール（1992年）[1][2]
- あなたにオンタイム（1993年）→オンタイム[2]
- JNNニュース1130
- ドキュメントD.D（ナレーション）[1]
- CBSドキュメント（ナレーション）
- ドキュメントUSA（ナレーション）
- ドキュメント・ナウ（ナレーション）
- i-NEWSイブニング→JNNイブニング

#### ラジオ
- 突撃もぐら隊（1976年）[1][2]
- ラジオ・アングル（1982年）[1][2]
- 朝のファンファーレ[1][2]
- ホットコミュニケーション
- スピークスピリッツ（1997年5月に1回のみ）
- TBSニュース - 月曜日、水曜日、金曜日及び、金曜日深夜 - 土曜日朝担当ニュースデスク